# Orthodoxe Kirche der Ukraine

Emblem der Orthodoxen Kirche der Ukraine mit einem Bild der Theotokos

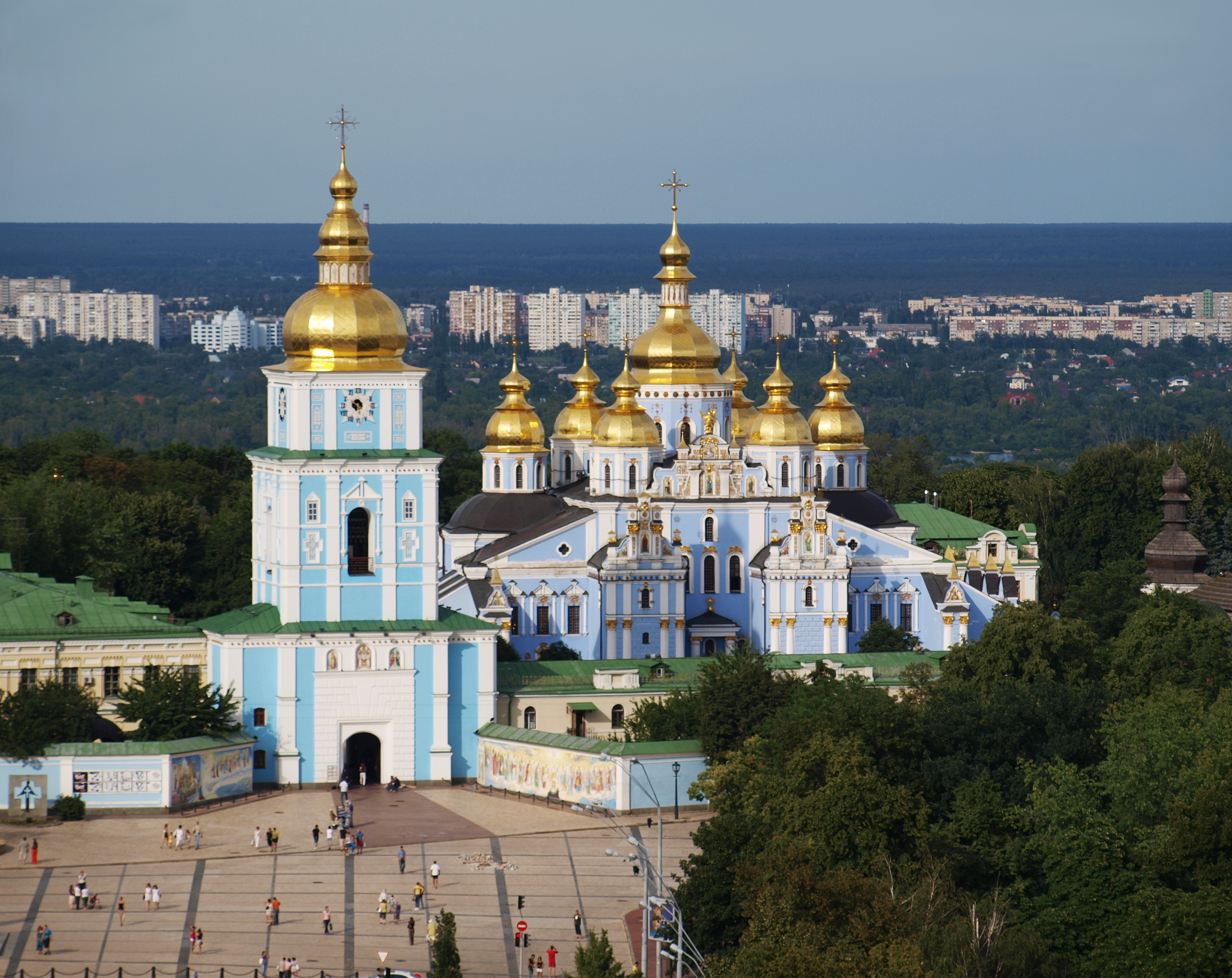
Das St.-Michaels-Kloster in Kiew

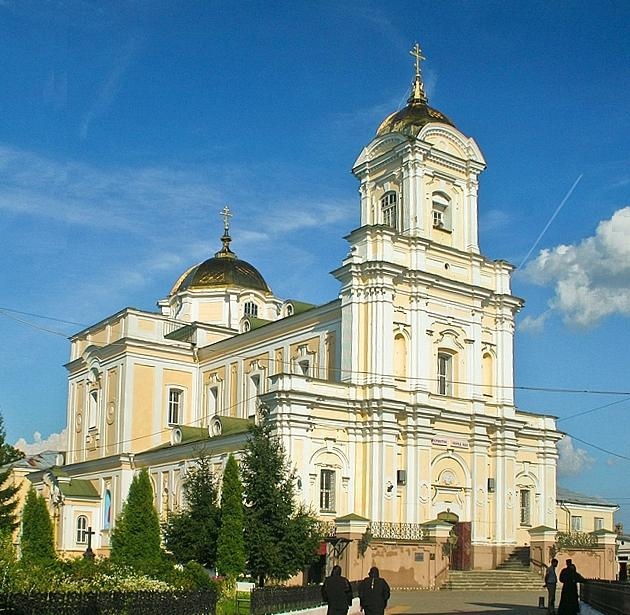
Dreifaltigkeitskathedrale in Luzk

Die Orthodoxe Kirche der Ukraine (ukrainisch Православна церква України) ist eine autokephale orthodoxe Kirche in der Ukraine. Sie entstand 2018 durch Fusion zweier nationaler Kirchen, der Ukrainisch-orthodoxen Kirche Kiewer Patriarchats und der Ukrainischen Autokephalen Orthodoxen Kirche. Zu ersterer zählten sich 2016 45,7 % aller Ukrainer, zu letzterer etwa 1,4 % der Bevölkerung.
Nach ihrer Gründung unterstand die Orthodoxe Kirche der Ukraine zunächst dem Ökumenischen Patriarchat von Konstantinopel, bis der Ökumenische Patriarch sie am 6. Januar 2019 für eigenständig erklärte. Bislang haben das Griechisch-Orthodoxe Patriarchat von Alexandria, die Kirche von Griechenland und die Kirche von Zypern diesen Schritt Konstantinopels anerkannt. Die neue Kirche ist stärker in der westlichen Ukraine vertreten. Zu ihrem ersten Oberhaupt wurde im Dezember 2018 Metropolit Epiphanius gewählt. Sein Sitz ist das St.-Michaels-Kloster in Kiew.
Neben ihr existiert die Ukrainisch-Orthodoxe Kirche Moskauer Patriarchats, die sich 2022 von Moskau lossagte. In Teilen der Westukraine (Galizien) dominiert die Ukrainische griechisch-katholische Kirche.

## Geschichte

### Orthodoxie in der Ukraine bis 1918
Die Geschichte der orthodoxen Kirchen in der Ukraine ist vielschichtig. Um 988 war eine einheitliche orthodoxe Kirche in der Kiewer Rus gebildet worden. Diese gehörte zum Patriarchat Konstantinopel.
Seit dem Mitte des 13. Jahrhunderts wechselte der Sitz des Metropoliten von Kiew und der ganzen Rus. Dabei kam es in der Folgezeit zu Abspaltungen. Um 1586 entstand ein selbständiges Patriarchat Moskau. Um 1596 löste sich in den Gebieten, die zu Polen-Litauen gehörten, eine ukrainische griechisch-katholische Kirche ab, die sich dem Papst in Rom unterstellte.
Nach dem Frieden von 1686 wurde die Metropolie von Kiew dem Patriarchat von Moskau unterstellt, daraus entstand die Ukrainisch-orthodoxe Kirche Moskauer Patriarchats. 1795 fielen infolge der dritten Teilung Polens die nördlichen Gebiete der Ukraine an das Kaiserreich Russland. Die dortigen Kirchen wurden damit ebenfalls dem Patriarchat von Moskau unterstellt.

### Ukrainische Autokephale Orthodoxe Kirche
Nach der Ausrufung des ersten unabhängigen ukrainischen Staates am 25. Januar 1918, der Ukrainischen Volksrepublik, versuchten ukrainische Geistliche, die staatliche Unabhängigkeit mit der Gründung einer Ukrainischen Autokephalen Orthodoxen Kirche zu untermauern. Ein Beschluss der Russisch-Orthodoxen Kirche vom September 1918 billigte die Anerkennung einer autonomen ukrainischen Kirche. Aufgrund der chaotischen Verhältnisse verliefen die ersten Bemühungen erfolglos. Die im Bürgerkrieg siegreichen Bolschewiki wollten jedoch die Russisch-Orthodoxe Kirche schwächen und standen dem Gedanken einer ukrainischen Nationalkirche zunächst wohlwollend gegenüber. Die erste autokephale ukrainische Kirche wurde im Mai 1920 in Kiew gegründet und wählte im Oktober 1921 Wassyl Lypkiwskyj zu ihrem ersten Metropoliten. Da ihm die erforderliche Anerkennung durch einen Patriarchen fehlte, wurde er von Priestern und Laien durch Handauflegung geweiht, was mit dem orthodoxen Kirchenrecht nicht vereinbar war. Die erste UAOK wurde deshalb von den anderen orthodoxen Kirchen nicht anerkannt. Trotzdem konnte sie Mitte der 1920er Jahre in der Ukraine nach eigenen Angaben 3–6 Millionen Gläubige sammeln, die in 1000 Pfarreien mit 1500 Priestern und 30 Bischöfen organisiert waren. Nachdem der stellvertretende Patriarchatsverweser Sergej (ab 1943 Patriarch der Russisch Orthodoxen Kirche) 1927 eine Deklaration gegenüber dem Sowjetstaat abgegeben hatte, in der die Russisch-Orthodoxe Kirche die Trennung von Kirche und Staat akzeptierte, verloren die Bolschewiki ihr Interesse an der ukrainischen Autokephalie. Bischof Lypkiwskyj wurde noch im selben Jahr zum Rücktritt gezwungen und verbannt, die Kirche verlor ihre Autokephalie im Jahr 1930. In den folgenden Jahren wurden über 1000 ihrer Geistlichen verbannt. 1937 hörte sie zu bestehen auf.

### Ukrainisch-Orthodoxe Kirche (Kiewer Patriarchat)
Seit 1990 forderten ukrainische Bischöfe eine größere Selbständigkeit ihrer Kirche, die im Exarchat Ukraine der Russisch-Orthodoxen Kirche organisiert war.
Im April 1992 gab Metropolit Philaret von Kiew sein Ausscheiden aus der Russisch-Orthodoxen Kirche bekannt. Die ukrainische Kirche im Patriarchat von Moskau wählte daraufhin eine neue Leitung und gründete sich im Mai als Ukrainische Orthodoxe Kirche (Moskauer Patriarchat).
Am 25. und 26. Juni 1992 gründete sich in Kiew die Ukrainische Orthodoxe Kirche – Kiewer Patriarchat als Vereinigung von Klerikern und Gemeinden um Metropolit Filaret und der Ukrainischen Autokephalen Orthodoxen Kirche. Oberhaupt wurde Patriarch Mstyslaw (Skrypnyk) der Ukrainischen Autokephalen Orthodoxen Kirche, der in den USA lebte, sein Stellvertreter Metropolit Filaret. Beide Kirchen behielten eigene Organisationsstrukturen bei.
1993 trennten sich nach dem Tod von Patriarch Mstyslaw beide Kirchen wieder; neues Oberhaupt des Kiewer Patriarchats wurde Metropolit Wolodymyr (Romanjuk). 1994 wurde die unabhängige Metropolie von Aquileia und Westeuropa als autonome Teilkirche aufgenommen. 1995 wurde Metropolit Filaret neuer Leiter der Kirche nach dem plötzlichen Tod von Metropolit Wolodymyr. 1997 wurde er von der Russisch-Orthodoxen Kirche offiziell mit dem Kirchenbann belegt.
Die Ukrainische Orthodoxe Kirche (Kiewer Patriarchat) bemühte sich seit 2000 verstärkt um ein Zusammengehen mit der Ukrainischen Orthodoxen Kirche (Moskauer Patriarchat) und mit der Ukrainischen Autokephalen Orthodoxen Kirche, lange ohne Erfolg. Auf der Krim blockierte die Polizei im August 2017 den Zutritt zur Kathedrale der Ukrainischen Orthodoxen Kirche (Kiewer Patriarchat) in Simferopol.
Laut einer Umfrage des ukrainischen Razumkov-Zentrums von September 2018 sprachen sich 35,4 Prozent der Bürger des Landes dafür aus, eine von Russland unabhängige ukrainische Kirche („lokale Autokephale Orthodoxe Kirche“) zu gründen. 19,2 Prozent erklärten, sie seien dagegen. 33,5 Prozent gaben an, es sei ihnen egal. 11,9 Prozent machten keine Angaben. Je nach Region fielen die Antworten unterschiedlich aus: Im Osten der Ukraine erklärten 14,3 Prozent, sie seien dafür (32,1 Prozent dagegen; 43 Prozent egal; 10,7 Prozent keine Angaben). Im Süden waren 16,1 Prozent dafür (18,2 Prozent dagegen; 44,6 Prozent egal; 21,1 Prozent keine Angaben). Im Westen stimmten 60,5 Prozent dafür (12,3 Prozent dagegen; 19 Prozent egal; 8,2 Prozent keine Angaben).
Im Oktober 2018 wurden die Ukrainische Orthodoxe Kirche (Kiewer Patriarchat) und die konkurrierende Ukrainische Autokephale Orthodoxe Kirche gemeinsam und gegen den Widerstand der russischen Kirche als kanonisch anerkannt und dem Ökumenischen Patriarchat von Konstantinopel unterstellt.

### Orthodoxe Kirche der Ukraine

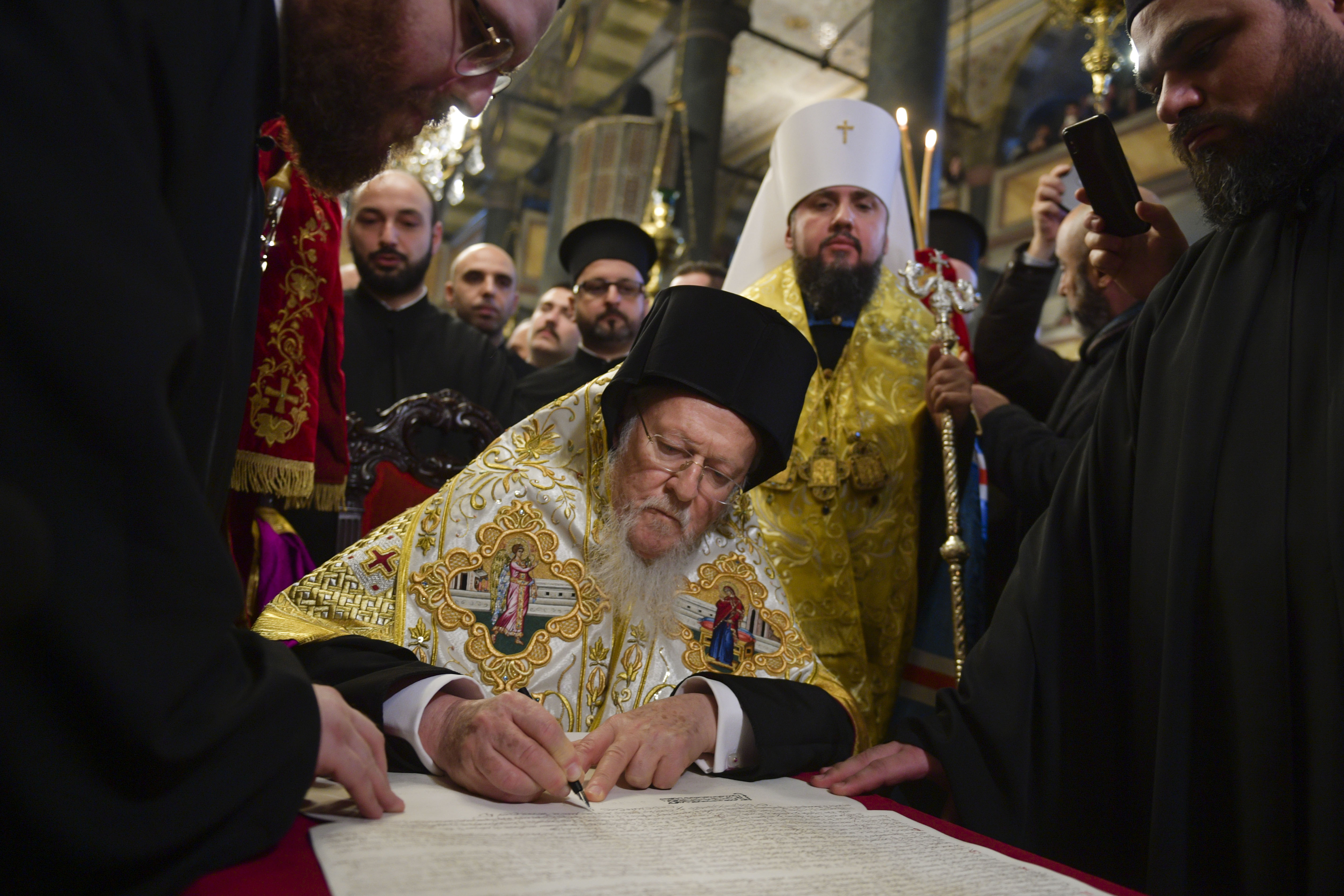
Patriarch Bartholomeos I. bei der Unterzeichnung des Tomos (Dekret) über die Autokephalie der vereinigten Orthodoxen Kirche der Ukraine

Am 15. Dezember 2018 wurde die Gründung einer neuen ukrainisch-orthodoxen Landeskirche bei einem Konzil in Kiew beschlossen. Bei einer Zeremonie im Patriarchat in Istanbul am 5. Januar 2019 unterzeichnete Bartholomäus I. mit dem neuen ukrainischen Metropoliten Epiphanius im Beisein des ukrainischen Präsidenten Petro Poroschenko ein Dokument über die Autokephalie der neuen Kirche. Der Patriarch von Konstantinopel, Bartholomäus I., überreichte am 6. Januar 2019 der Kirche die Bulle (Tomos) über die Verleihung der kirchlichen Eigenständigkeit (Autokephalie).
In den besetzten Gebieten (sog. Volksrepubliken Donezk und Lugansk) war stets nur die Russisch-Orthodoxe Kirche zugelassen, Christen, die nicht der ROK angehörten, wurden von den moskautreuen Kräften sehr stark unterdrückt.

### Konflikt zwischen „Ehrenpatriarch“ Philaret und Metropolit Epiphanius
Philaret, der Patriarch der bisherigen Ukrainisch-Orthodoxen Kirche Kiewer Patriarchats, der in der neugegründeten autokephalen Kirche zum „Ehrenpatriarchen“ ernannt wurde (eine Position, die es laut Konstantinopel gar nicht geben dürfte), wandte sich wenige Monate nach der Gründung der neuen Kirche offen gegen den Metropoliten Epiphanius sowie insgesamt gegen die Verleihung der Autokephalie durch Bartholomeos I. Philaret kritisierte ihre Bedingungen, die eine Abhängigkeit vom Patriarchen von Konstantinopel etablieren, und behauptete, das bisherige Kiewer Patriarchat bestehe weiter. Ferner unterstellte er den beiden Hierarchen Wortbruch, da sie ihn angeblich abweichend von den Vereinbarungen marginalisierten.

## Kirchenrechtliche Situation

Aktuelle Stand des Schismas zwischen Moskau und Konstantinopel 2018 nach orthodoxer Kirchengerichtsbarkeit.
Erkennt die Autokephalie der OKU an
Konzelebriert mit dem Primas der OKU oder gedenkt ihm im Diptychon der Göttlichen Liturgie
Noch keine endgültigen Aussagen zur OKU
Erkennt die Autokephalie der OKU nicht an
Territoriale Streitigkeiten zwischen dem Moskauer Patriarchat (MP) und dem Ökumenischen Patriarchat von Konstantinopel oder der Rumänischen Orthodoxen Kirche.

Die ehemals Ukrainisch-Orthodoxe Kirche – Kiewer Patriarchat wurde bis 2019 von den meisten anderen orthodoxen Kirchen nicht als kanonisch anerkannt. Das bedeutete, dass die Taufe, Priesterweihe und andere Sakramente von den meisten orthodoxen Kirchen nicht anerkannt wurden. Mitglieder der Kirche waren so auch von der Eucharistie in anderen Kirchen ausgeschlossen. Die Kirche war in keinem übergeordneten orthodoxen Gremium vertreten, auch nicht in der Orthodoxen Bischofskonferenz in Deutschland oder dem Ökumenischen Rat der Kirchen.
Die Kirche unter Metropolit Philaret bemühte sich sehr intensiv um eine kanonische Anerkennung durch das Ökumenische Patriarchat von Konstantinopel, bereits vier Tage nach der Gründung reiste Metropolit Philaret 1992 erstmals nach Istanbul. 2016 forderte das ukrainische Parlament den Ökumenischen Patriarchen auf, die Kirche anzuerkennen. Auch 2017 fanden Gespräche beider Kirchen in Istanbul darüber statt.
Im Sommer 2018 deuteten alle Anzeichen auf eine Anerkennung der Autokephalie der ukrainischen Kirche durch Konstantinopel im Oktober 2018 hin. Dass der Druck aus dem Kreml nicht ausgereicht hatte, diesen Schritt zu verhindern, führte zu scharfen Reaktionen der Russisch-Orthodoxen Kirche, welche sich in einer Verliererrolle sah. Alexander Soldatow schrieb in der Nowaja gaseta, die Ideologie der russisch-orthodoxen Kirche entspreche idealerweise der Ideologie Wladimir Putins sowie seinem Antiamerikanismus und Großmachtchauvinismus und ende mit einer Beendigung der Ökumene aufgrund ihres Charakters einer Häresie.
Am 10. Oktober 2018 verkündete Bartholomeos I. anlässlich einer Bischofskonferenz in Istanbul, dass sich die Ukrainischen Kirchen selbständig organisieren können.
Am 15. Dezember 2018 wurde im Rahmen einer Synode die Fusion der Ukrainisch-orthodoxen Kirche des Kiewer Patriarchats mit der Ukrainischen autokephalen orthodoxen Kirche beschlossen.
Der Ökumenische Patriarch von Konstantinopel übergab am 6. Januar 2019 das Dekret über die Anerkennung der neuen Orthodoxen Kirche der Ukraine an deren Oberhaupt, den Kiewer Metropoliten Epiphanius. Patriarch Bartholomäus I. überreichte das Tomos genannte Dokument bei einem Gottesdienst zum orthodoxen Weihnachtsfest in der Sankt-Georgs-Kirche in Istanbul. Am Vortag hatten er und Epiphanius das Dokument unterzeichnet.
Ende Oktober 2019 bestätigte das Oberhaupt der autokephalen orthodoxen Kirche von Griechenland, Erzbischof Hieronymos, in einem offiziellen Brief an den Kiewer Metropoliten Epiphanius die Anerkennung der neugegründeten Orthodoxen Kirche der Ukraine durch die Kirche von Griechenland. Anfang November 2019 erkannte das Oberhaupt des Griechisch-Orthodoxen Patriarchats von Alexandria und ganz Afrika, Patriarch Theodoros II., die neugegründete Orthodoxe Kirche der Ukraine an. 2020 anerkannte auch die orthodoxe Kirche von Zypern die Orthodoxe Kirche der Ukraine, indem Erzbischof Chrysostomos II. mit Epiphanius eine gemeinsame Messe feierte.

## Kalenderanpassung
Am 24. Mai 2023 beschloss der Bischofsrat, vollständig auf den revidierten Julianischen Kalender umzustellen. Dieser Übergang fand am 1. September 2023 statt. Es wurde außerdem beschlossen, dass man den örtlichen Rat der OKU am 27. Juli 2023 einberufen wird, um endgültig den Übergang zum Neujulianischen Kalender zu genehmigen. Etwa 120 der 8.500 Pfarreien behielten auch nach dieser Entscheidung den alten Julianischen Kalender bei. Die Entscheidung ging einher mit gesellschaftlichen Strömungen und politischen Vorgaben, da bereits im Jahr 2017 der neue Weihnachtsfeiertag am 25. Dezember durch die Werchowna Rada eingeführt worden war und am 14. Juli 2023 der bisherige Feiertag am 7. Januar durch diese abgeschafft wurde (siehe Ukrainische Weihnachten).

## Strukturen

### Diözesen
Die Ukrainisch-Orthodoxe Kirche (Kiewer Patriarchat) war 2018 in 35 Eparchien mit 4807 Gemeinden organisiert. Dazu gibt es Diözesen in Russland, Moldawien, Griechenland, den USA, Kanada, Australien, Europa und weiteren Ländern. Zum Dekanat Deutschland gehören Gemeinden in Bielefeld, Braunschweig, Hamburg, Hannover, Köln, Frankfurt/Main und anderen Städten. In Deutschland zählen sich etwa 110.000 Gläubige zur Kirche.
Die Ukrainische Autokephale Orthodoxe Kirche war 2018 in 14 Eparchien mit 1048 Gemeinden organisiert.
Die Orthodoxe Kirche der Ukraine ist seit 1. Januar 2021 in 52 Eparchien mit 6196 Gemeinden organisiert.

### Klöster
Zur Kirche gehören 79 Klöster.